# Antonina Canyelles i Colom
Antonina Canyelles i Colom (Palma de Mallorca, 15 de septiembre de 1942) es una poeta española.
En el campo de la educación del ocio introdujo en el escultismo el método mixto "buscarets", muy importante para la evolución de la metodología coeducativa.

## Obras
- Quadern de conseqüències. Palma: autopublicat (1980)
- Patchwork: dibuixos i poemes. Palma: AUTOPUBLICAT (1981)
- Piercing. Palma: Lleonard Muntaner (2005)
- Tasta’m. Barcelona: Lapislàtzuli. (2011)
- Putes i consentits. Antologia poètica. Barcelona: Lapislàtzuli. (2011)
- La duna i la cascada. Barcelona: Edicions 62. (2013)
- Nus baixant una escala. Barcelona: Lapislàtzuli. (2015)
- Panoptik. Fotopoesia. Barcelona: Espe Codina ed. (2017) (selección de poemas ilustrados por 21 fotógrafos. Edición bilingüe mallorquín-castellano).[4]